# Formica (zoologia)
Formica Linnaeus, 1758 è un genere di insetti imenotteri appartenente alla famiglia Formicidae.

## Distribuzione e habitat
Il genere Formica ha una distribuzione cosmopolita essendo presente in tutti i continenti eccetto l'Antartide.

## Tassonomia
Il genere comprende le seguenti specie viventi:
- Formica accreta Francoeur, 1973
- Formica adamsi Wheeler, 1909
- Formica adelungi Forel, 1904
- Formica aerata Francoeur, 1973
- Formica altayensis Xia & Zheng, 1997
- Formica altipetens Wheeler, 1913
- Formica anatolica Seifert & Schultz, 2009
- Formica approximans Wheeler, 1933
- Formica aquilonia Yarrow, 1955
- Formica archboldi Smith, 1944
- Formica argentea Wheeler, 1912
- Formica aserva Forel, 1901
- Formica aseta Chang & He, 2002
- Formica aterrima Cresson, 1865
- Formica beijingensis Wu, 1990
- Formica biophilica Trager et al., 2007
- Formica bradleyi Wheeler, 1913
- Formica breviscapa Chang & He, 2002
- Formica browni Francoeur, 1973
- Formica bruni Kutter, 1967
- Formica californica (Creighton, 1950)
- Formica calviceps Cole, 1954
- Formica canadensis Santschi, 1914
- Formica candida Smith, 1878
- Formica ciliata Mayr, 1886
- Formica cinerea Mayr, 1853
- Formica cinereofusca Karavaiev, 1929
- Formica clara Forel, 1886
- Formica clarissima Emery, 1925
- Formica coloradensis Creighton, 1940
- Formica comata Wheeler, 1909
- Formica corsica Seifert, 2002
- Formica creightoni Buren, 1968
- Formica criniventris Wheeler, 1912
- Formica cunicularia Latreille, 1798
- Formica curiosa Creighton, 1935
- Formica dachaidanensis Chang & He, 2002
- Formica dakotensis Emery, 1893
- Formica decipiens Bondroit, 1918
- Formica delinghaensis Chang & He, 2002
- Formica densiventris Viereck, 1903
- Formica difficilis Emery, 1893
- Formica dirksi Wing, 1949
- Formica dolosa Buren, 1944
- Formica dusmeti Emery, 1909
- Formica emeryi Wheeler, 1913
- Formica exsecta Nylander, 1846
- Formica exsectoides Forel, 1886
- Formica fennica Seifert, 2000
- Formica ferocula Wheeler, 1913
- Formica foreli Bondroit, 1918
- Formica foreliana Wheeler, 1913
- Formica forsslundi Lohmander, 1949
- Formica fossaceps Buren, 1942
- Formica francoeuri Bolton, 1995
- Formica frontalis Santschi, 1919
- Formica fukaii Wheeler, 1914
- Formica fusca Linnaeus, 1758
- Formica fuscocinerea Forel, 1874
- Formica gagates Latreille, 1798
- Formica gagatoides Ruzsky, 1904
- Formica georgica Seifert, 2002
- Formica gerardi Bondroit, 1917
- Formica glabridorsis Santschi, 1925
- Formica glacialis Wheeler, 1908
- Formica gnava Buckley, 1866
- Formica gravelyi Mukerjee, 1930
- Formica gynocrates Snelling e Buren, 1985
- Formica hayashi Terayama & Hashimoto, 1996
- Formica hewitti Wheeler, 1917
- Formica impexa Wheeler, 1905
- Formica incerta Buren, 1944
- Formica indianensis Cole, 1940
- Formica integra Nylander, 1856
- Formica integroides Wheeler, 1913
- Formica japonica Motschoulsky, 1866
- Formica kashmirica Stärcke, 1935
- Formica knighti Buren, 1944
- Formica kozlovi Dlussky, 1965
- Formica kupyanskayae Bolton, 1995
- Formica laeviceps Creighton, 1940
- Formica lasioides Emery, 1893
- Formica lemani Bondroit, 1917
- Formica lepida Wheeler, 1913
- Formica limata Wheeler, 1913
- Formica liogaster Chang & He, 2002
- Formica liopthalma Chang & He, 2002
- Formica litoralis Kuznetsov-Ugamsky, 1926
- Formica longipilosa Francoeur, 1973
- Formica lugubris Zetterstedt, 1838
- Formica manchu Wheeler, 1929
- Formica manni Wheeler, 1913
- Formica mesasiatica Dlussky, 1964
- Formica microgyna Wheeler, 1903
- Formica microphthalma Francoeur, 1973
- Formica minocca Chang & He, 2002
- Formica moki Wheeler, 1906
- Formica montana Wheeler, 1910
- Formica morsei Wheeler, 1906
- Formica mucescens Wheeler, 1913
- Formica mutinensis (Canestrini, 1873)
- Formica neoclara Emery, 1893
- Formica neogagates Viereck, 1903
- Formica neorufibarbis Emery, 1893
- Formica nepticula Wheeler, 1905
- Formica nevadensis Wheeler, 1904
- Formica nigropratensis Betrem, 1962
- Formica obscuripes Forel, 1886
- Formica obscuriventris Mayr, 1870
- Formica obsidiana Emery, 1923
- Formica obtusopilosa Emery, 1893
- Formica occulta Francoeur, 1973
- Formica opaciventris Emery, 1893
- Formica orangea Seifert & Schultz, 2009
- Formica oreas Wheeler, 1903
- Formica oregonensis Cole, 1938
- Formica pachucana Francoeur, 1973
- Formica pacifica Francoeur, 1973
- Formica pallidefulva Latreille, 1802
- Formica pamirica Dlussky, 1965
- Formica paralugubris Seifert, 1996
- Formica pergandei Emery, 1893
- Formica perpilosa Wheeler, 1913
- Formica persica Seifert & Schultz, 2009
- Formica picea Nylander, 1846
- Formica pisarskii Dlussky, 1964
- Formica planipilis Creighton, 1940
- Formica podzolica Francoeur, 1973
- Formica polyctena Foerster, 1850
- Formica postoculata Kennedy e Dennis, 1937
- Formica pratensis Retzius, 1783
- Formica pressilabris Nylander, 1846
- Formica prociliata Kennedy e Dennis, 1937
- Formica propatula Francoeur, 1973
- Formica propinqua Creighton, 1940
- Formica puberula Emery, 1893
- Formica pulla Francoeur, 1973
- Formica pyrenaea Bondroit, 1918
- Formica querquetulana Kennedy e Davis, 1937
- Formica ravida Creighton, 1940
- Formica reflexa Buren, 1942
- Formica retecta Francoeur, 1973
- Formica rubicunda Emery, 1893
- Formica rufa Linnaeus, 1761
- Formica rufibarbis Fabricius, 1793
- Formica rufolucida Collingwood, 1962
- Formica sanguinea Latreille, 1798
- Formica scitula Wheeler, 1913
- Formica selysi Bondroit, 1918
- Formica sentschuensis Ruzsky, 1915
- Formica sibylla Wheeler, 1913
- Formica sinensis Wheeler, 1913
- Formica spatulata Buren, 1944
- Formica subaenescens Emery, 1893
- Formica subcyanea Wheeler, 1913
- Formica subelongata Francoeur, 1973
- Formica subintegra Wheeler, 1908
- Formica subnitens Creighton, 1940
- Formica subpilosa Ruzsky, 1902
- Formica subpolita Mayr, 1886
- Formica subsericea Say, 1836
- Formica suecica Adlerz, 1902
- Formica talbotae Wilson, 1977
- Formica tarimica Seifert & Schultz, 2009
- Formica tianshanica Seifert & Schultz, 2009
- Formica transmontanis Francoeur, 1973
- Formica truncorum Fabricius, 1804
- Formica ulkei Emery, 1893
- Formica uralensis Ruzsky, 1895
- Formica villiscapa Chang & He, 2002
- Formica vinculans Wheeler, 1913
- Formica wheeleri Creighton, 1935
- Formica wongi Wu, 1990
- Formica xerophila Smith, 1939
- Formica yessensis Wheeler, 1913
- Formica yoshiokae Wheeler, 1933

Sono inoltre note le seguenti specie fossili:
- † Formica alsatica Theobald, 1937
- † Formica annosa LaPolla & Greenwalt, 2015
- † Formica arcana Scudder, 1877
- † Formica auxillacensis Piton, 1935
- † Formica bauckhorni Meunier, 1915
- † Formica biamoensis Dlussky et al., 2015
- † Formica buphthalma Novak, 1878
- † Formica cantalica Piton, 1935
- † Formica ceps Zhang, 1989
- † Formica cockerelli Carpenter, 1930
- † Formica demersa Heer, 1850
- † Formica eoptera Cockerell, 1923
- † Formica flavifemoralis Zhang et al., 1994
- † Formica flori Mayr, 1868
- † Formica gibbosa Presl, 1822
- † Formica globiventris Heer, 1850
- † Formica grandis Carpenter, 1930
- † Formica gravida Heer, 1850
- † Formica gustawi Dlussky, 2002
- † Formica heteroptera Cockerell, 1920
- † Formica horrida Wheeler, 1915
- † Formica immersa Heer, 1850
- † Formica kutscheri Dlussky, 2008
- † Formica latinodosa Theobald, 1937
- † Formica lavateri Heer, 1850
- † Formica linquensis Zhang, 1989
- † Formica longicollis Heer, 1850
- † Formica lucida Giebel, 1856
- † Formica luteola Presl, 1822
- † Formica macrognatha Presl, 1822
- † Formica macrophthalma Heer, 1850
- † Formica maculipennis Theobald, 1935
- † Formica martynovi Popov, 1933
- † Formica nigra Presl, 1822
- † Formica obscura Heer, 1849
- † Formica orbata Heer, 1850
- † Formica ovala Zhang, 1989
- † Formica palaeopolonica Dlussky, 2008
- † Formica paleosibirica Dlussky et al., 2015
- † Formica parexsecta Dlussky & Putyatina, 2014
- † Formica parvula Presl, 1822
- † Formica phaethusa Wheeler, 1915
- † Formica pitoni Theobald, 1935
- † Formica primitiva Heer, 1850
- † Formica primordialis Heer, 1850
- † Formica procera Heer, 1850
- † Formica pulchella Heer, 1850
- † Formica quadrata Holl, 1829
- † Formica radchenkoi Dlussky, 2008
- † Formica robusta Carpenter, 1930
- † Formica sepulta Theobald, 1937
- † Formica serresi Theobald, 1937
- † Formica seuberti Heer, 1850
- † Formica strangulata Wheeler, 1915
- † Formica surinamensis Berendt, 1830
- † Formica trigona Presl, 1822
- † Formica tripartita Theobald, 1937
- † Formica ungeri Heer, 1850
- † Formica zherikhini Dlussky, 2008